# Mustafa Ceceli
Mustafa Ceceli (Ancara, 2 de novembro de 1980) é um músico turco. Ele ganhou duas vezes o equivalente turco dos Grammy Awards, "Türkiye Müzik Odülleri," nas categorias de "Melhor Álbum" e "Melhor Artista Masculino" em 2010 e em 2014.

## Trajetória
A sua trajetória musical começou com uma banda amadora da secundária. Depois da secundária, ele frequentou a Universidade de Ancara na Faculdade de Veterinária. Na terceira aula ele deixou a faculdade, fez os exames de aceso por segunda vez e ele entrou na Universidade de Yeditepe no departamento de gestão.
A sua trajetória musical profissional começou depois de ter conhecido Ozan Doğulu e com os seus vários arranjos para Sezen Aksu. O seu primeiro álbum foi lançado em 2009 com o título sendo o seu próprio nome. Mustafa Ceceli tem co-produzido, arranjado ou interpretado mais de vinte éxitos na Turquia.

## Discografia

### Álbuns
Álbuns de estúdio
- 2009: Mustafa Ceceli[4]
- 2010: Mustafa Ceceli Remixes
- 2012: Es[4]
- 2014: Kalpten[4]
- 2015: Aşk İçin Gelmişiz[4]

Álbuns compilatórios
- 2013: Mustafa Ceceli 5. Yıl

Remixes
- 2010: Mustafa Ceceli Remixes
- 2012: RemixEs

### Singles
Internacional
| Ano  | Single                  | Posições no Ranking | Posições no Ranking | Álbum |
| Ano  | Single                  | BEL (Wa)            | FR                  | Álbum |
| ---- | ----------------------- | ------------------- | ------------------- | ----- |
| 2014 | "Make Me Yours Tonight" | 33 (Ultratip)       | 151                 |       |

*Não apareceu no Ultratop oficial belga de 50, mas depois sim nas Ultratip charts.
Singles / videoclips
- 2007: "Unutamam"[4]
- 2008: "Karanfil"[4]
- 2009: "Limon Çiçekleri"[4]
- 2009: "Hastalıkta Sağlıkta"[4]
- 2010: "Dön"[4]
- 2010: "Tenlerin Seçimi"
- 2010: "Hata" (ft. Ozan Doğulu)
- 2010: "Bekle"[4]
- 2010: "Eksik" (com Elvan Günaydın)[4]
- 2012: "Es"[4]
- 2012: "Bir Yanlış Kaç Doğru"[4]
- 2012: "Deli Gönlüm"
- 2012: "Sevgilim"[4]
- 2013: "Aman"[4]
- 2013: "Söyle Canım"
- 2013: "Sevgilim"[4]
- 2013: "Dünyanın Bütün Sabahları"[4]
- 2014: "Aşk Döşeği"
- 2014: "Make Me Yours Tonight // Al Götür Beni" (com Lara Fabian)
- 2014: "Aşikâr'dır Zat-ı Hak" (Al Ahad/One)[4]
- 2014: "Kalpten"[4]
- 2015: "Gül Rengi"[4]
- 2015: "Sultanım"[4]
- 2016: "Emri Olur"